# 神戸情報大学院大学
神戸情報大学院大学（こうべじょうほうだいがくいんだいがく、英語: Kobe Institute of Computing; Graduate School of Information Technology）は、兵庫県神戸市中央区を置く日本の私立大学である。

## 概要
神戸情報大学院大学は、日本の情報インフラ構築の中核を担う高度ICT技術者を育成することをめざし、2005年4月に開学されたIT分野の専門職大学院である。設置者は学校法人コンピュータ総合学園であり、併設校として神戸電子専門学校が存在する。学長は炭谷俊樹。

## 沿革
- 2005年4月 開学。
- 2010年4月 ラーンネット・グローバルスクール代表でもある炭谷俊樹が学長に就任。
- 2013年10月 日本初となる、途上国の社会課題解決を ICT によって実践する人材を育成する。「ICT イノベータコース」を開講。5年間で173名の学生が在籍[1]（97％が海外留学生）
- 2018年に神戸情報大学院大学はスウィフト・エンジニアリングと共同出資し航空宇宙工学サービスを主な事業としているスウィフト・エックスアイ株式会社（英語名：SWIFT-Xi Inc）を立ち上げた。本店は兵庫県神戸市。[2]
- 2019年に(独)国際協力機構(JICA)より、「国際協力を通じて開発途上の人材育成や社会発展に多大に貢献した」として「JICA理事長賞」を受賞。[3]

## 設置研究科
- 情報技術研究科 情報システム専攻
  - ICTプロフェッショナルコース
  - ICTイノベータコース

## 修学年限・学位
- 標準修業年限: 2年
- 学位: 情報システム修士(専門職)

## 他大学との協定

### 国内大学
- 東京都立産業技術大学院大学
- 兵庫県立大学大学院応用情報科学研究科

### 海外大学
- 安徽中医薬大学（Anhui University of Chinese Medicine）
- エディス・コーワン大学（Edith Cowan University)
- ケルン工科（応用科学）大学（Cologne University of Applied Sciences）
- サバンジ大学（トルコ語版）（Sabancı University）
- サンタ・マリア・ラ・アンティグア・カトリック大学（スペイン語版、英語版）（USMA）[4][5]
- 正修科技大学（Cheng Shiu University）
- ダッカ大学工学部（University of Dhaka Faculty of Engineering and Technology）
- 東北大学（Northeastern University） ※中国
- ブカラマンガ自治大学（スペイン語版、英語版）（Autonomous University of Bucaramanga）
- ブダペスト工科経済大学（Budapest University of Technology and Economics）
- ベトナム国家大学ハノイ校（Vietnam National University, Hanoi）
- ルワンダ大学（英語版）（University of Rwanda)